# Dialekt rioplatense
Rioplatense, hiszp. español (lub castellano) rioplatense – wariant języka hiszpańskiego (kastylijskiego), używany w Argentynie i Urugwaju. Jego użycie rozciąga się na obszar dorzecza Río de la Plata, a zatem obejmuje rozległy obszar Argentyny, cały Urugwaj oraz przyległe regiony. Najważniejszymi skupiskami ludności w regionie są Buenos Aires i jego obszar metropolitalny (który obecnie obejmuje La Plata), Montevideo, Rosario, Mar del Plata, Santa Fe-Paraná, Bahía Blanca i Neuquén.
Ta odmiana językowa wywiera wpływ kulturowy również na geograficznie odległe obszary, głównie za pośrednictwem mediów audiowizualnych, w których stanowi standardowy język dla Argentyny i Urugwaju. W regionach utrzymujących dobre stosunki z innymi krajami, takich jak granica z południowo zachodnią Boliwią, Paragwajem czy Brazylią, gdzie wpływy innych języków, takich jak keczua, guarani, portugalski (na przykład w północnym Urugwaju) są wyraźne, hiszpański rioplatense miejscami się z nimi miesza, tworząc różne warianty. Niemniej jednak, w miejscach o stosunkowo stałej populacji sprzed fal migracyjnych XIX i XX wieku, jest to najpowszechniejsza forma języka kastylijskiego w regionie.
Do jego charakterystycznych cech należą:
- szczelinowa wymowa spółgłosek ll i y – dźwięczna (jak coś pomiędzy polskimi ź a ż) lub bezdźwięczna (jak coś pomiędzy polskimi ś a sz)
- wymowa spółgłoski c przed e lub i oraz spółgłoski z jak s (określane przez językoznawców jako „seseo(inne języki)”)
- zaimek drugiej osoby liczby pojedynczej to vos, a formy czasowników drugiej osoby liczby pojedynczej różnią się od tych używanych w Europie (np. „masz” w standardowym hiszpańskim to tú tienes, a w rioplatense – vos tenés)
- zamiast form drugiej osoby liczby mnogiej używane są formy trzeciej osoby liczby mnogiej
- czasy złożone są bardzo rzadko używane i zwykle zastępowane czasami prostymi (np. „zjadłem” w standardowym hiszpańskim to yo he comido, a w rioplatense yo comí)
- użycie wołacza che przy mówieniu do kogoś „na ty”.